# S-400
De S-400 Triomf (Russisch: С-400 Триумф, S-400 Trioemf; vertaling: Triomf; NAVO-codenaam: SA-21 Growler), is een mobiel grondgebonden luchtdoelraket-systeem van Russische makelij. Het is een doorontwikkeling van het S-300-systeem. De S-400 werd op 28 april 2007 in gebruik genomen door de Russische strijdkrachten.

## Algemeen

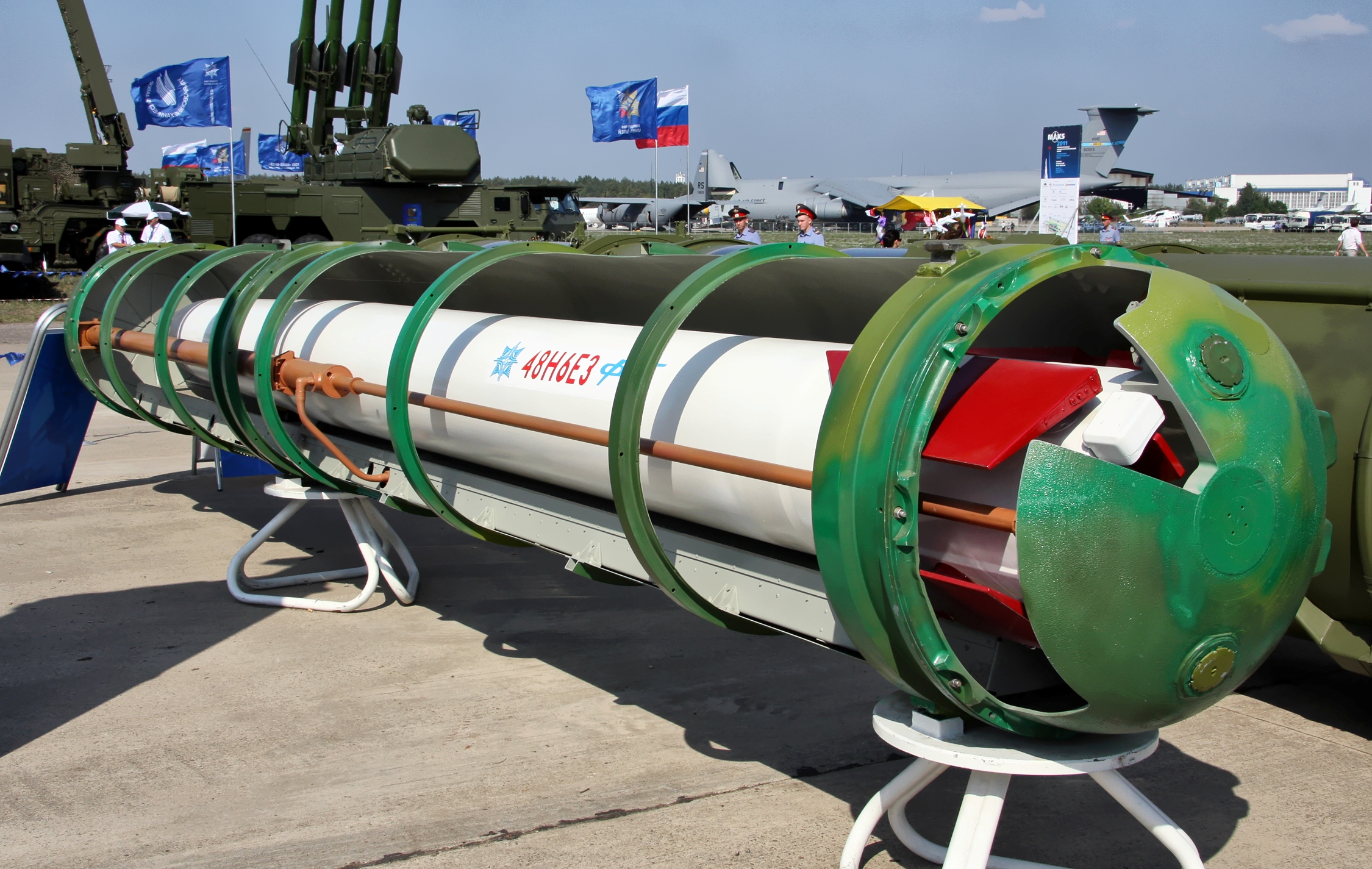
De meest gangbare raket voor de S-400, de 48N6(E3) met een bereik tot 250 kilometer

Het S-400 systeem is in staat vliegtuigen, onbemande luchtvaartuigen en kruisraketten aan te vallen en beschikt over een anti-ballistische verdedigingscapaciteit. De S-400 vertegenwoordigt de zogeheten vierde generatie Russische luchtdoelraketten voor de lange afstand na de S-200 en S-300 systemen. De functie is grofweg vergelijkbaar met die van het Amerikaanse Patriot-systeem. Afhankelijk van de gebruikte raketten is het bereik tot maximaal 400 kilometer. De meest gangbare raket voor de S-400 is de 48N6 die een maximaal bereik heeft van 250 kilometer en een fragmentatie-springkop heeft. Deze kan ook ballistische raketten onderscheppen en heeft dan een maximaal bereik van 60 kilometer. De 40N6 raket heeft een bereik tot 400 kilometer. Verder worden een tweetal typen 9M raketten gebruikt voor een korter bereik van 40-150 kilometer. Het systeem kan tientallen doelwitten tegelijk volgen.

## Ontwikkeling
In 1993 begon de ontwikkeling van de S-400, maar financiële problemen na het uiteenvallen van de Sovjet-Unie beperkten de Russen om een geheel nieuw systeem te ontwerpen. Men koos voor een doorontwikkeling van de S-300 en uiteindelijk bestond de technologie van de S-400 voor 70-80% uit overgenomen en aangepaste delen van de S-300. Dit betrof ook de raketopslagcontainers, lanceerinrichtingen en radars. Het raketsysteem stond dan ook voorheen bekend als S-300 PMU-3, de derde modernisatie van de weg-mobiele S-300 PMU. Op de grote Russische luchtvaartshow MAKS van 2007 bleek ook de gelijkenis met de S-300 PMU-2. Eind 1999-begin 2000 werd begonnen met het testen van het systeem op de Russische raketlanceerbasis Kapoestin Jar in het oblast Astrachan. De eerste S-400-systemen werden in 2007 operationeel en werden verantwoordelijk voor de verdediging van Moskou.

## Componenten

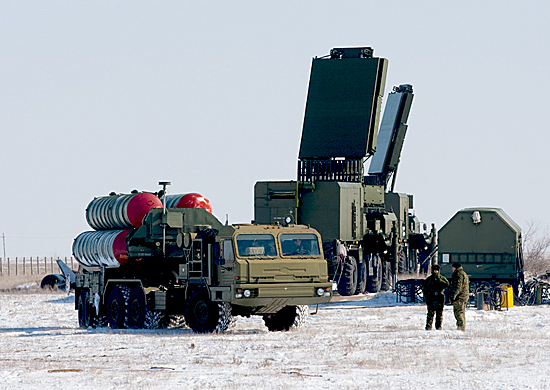
S-400 mobiele raket-lanceerinstallatie en bijbehorende radarunit (achter)

Het systeem bestaat uit een aantal componenten:
- een mobiele raket-lanceerinstallatie;
- surveillance- en doelradar;
- multifunctionele radar (92N6E);
- commando- en lanceercentrum;

Een S-400 bataljon bestaat in totaal uit twee batterijen, elk met een eigen commandocentrum, een surveillance- en doelradar, multifunctionele radar en vier lanceerwagens met elk vier grote of zestien kleine raketten. Daarnaast zijn er voertuigen voor ondersteunende functies zoals herladen en de stroomvoorziening. Er kunnen andere typen radars worden toegevoegd. Alle hoofdfuncties zijn gemonteerd op grote vrachtwagens met meerdere assen. Twee van dergelijke bataljons vormen een regiment.

## Gebruikers

Gebruikers van het S-400 luchtdoelsysteem

Het S-400 luchtdoelsysteem is in gebruik in Rusland, China, Turkije, India en Wit-Rusland. Ook andere landen toonden interesse, voornamelijk in het Midden-Oosten en Noord-Afrika.

### Rusland

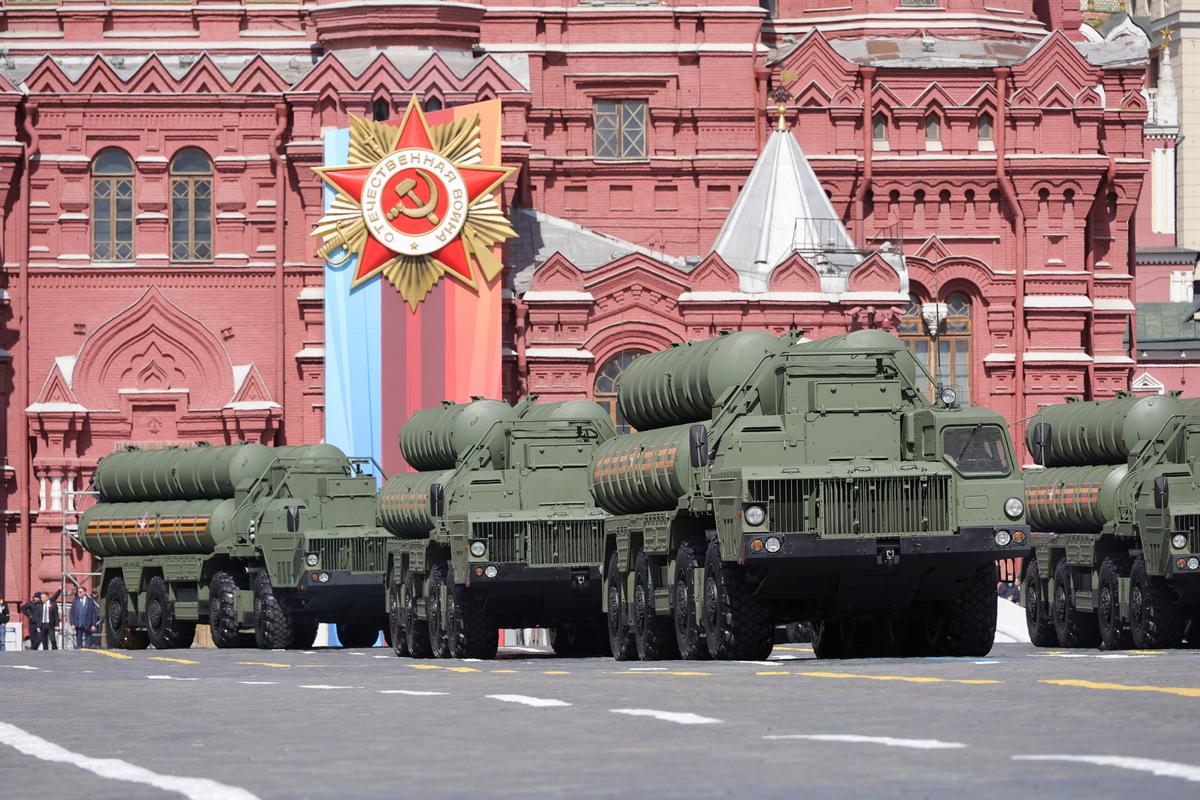
Rusland is de belangrijkste gebruiker (9 Mei Parade 2023)

Rusland nam het S-400 systeem in 2007 als eerste in gebruik. Er werden in dat jaar vier S-400-regimenten opgezet die het nationale luchtruim verdedigden in de regio Moskou, de Baltische exclave Kaliningrad en het Oostelijke Militaire District. In september 2014 werden S-400's ook in het Zuidelijke Militaire District gestationeerd, in de buurt van de stad Krasnodar. Begin 2020 had Rusland 53 S-400 bataljons verdeeld over 23 regimenten en twee testcentra in dienst.
Rusland heeft het luchtdoelsysteem ook in het buitenland ingezet. In december 2015 werd een S-400 systeem ingezet tijdens de Russische interventie in de Syrische Burgeroorlog in 2015, nadat de Turkse luchtmacht een Russische Sukhoi Su-24 neerschoot. Het werd daar onder meer op de Russische vliegbasis Khmeimim gestationeerd. In de loop van 2017 en 2018 werden vier S-400 bataljons op de bezette Krim gestationeerd. In augustus 2023 claimde Oekraïne een van deze systemen op de Krim te hebben vernietigd. In de winter van 2022, in de aanloop naar de Russische invasie van Oekraïne sinds 2022, werden S-400 systemen vanuit oost-Rusland naar Wit-Rusland verplaatst voor oefeningen.

### China
In 2014 was China de eerste buitenlandse klant voor de S-400. In 2018 werd een eerste volledig regiment aan materiaal geleverd en deden de Chinese strijdkrachten de eerste testen. In december 2019 volgde een tweede regimentsset, waarna verdere levering werd opgeschort.

### Turkije
Eind 2017 ondertekenden Turkije en Rusland een overeenkomst voor de levering van twee regimenten van het S-400 luchtverdedigingssysteem aan Turkije. Dit leidde tot bezorgdheid bij de Verenigde Staten. De Turkse regering beklaagde zich erover dat de VS weigerden het Patriot luchtverdedigingssysteem te verkopen aan Turkije. Na de eerste levering in juli 2019 werd Turkije door de VS uit het F-35 programma gezet. Turkije zette de systemen in de opslag, en wilde ze niet aan Oekraïne doneren na een verzoek van de VS.

### India
In oktober 2016 kwamen India en Rusland de levering van vijf S-400-regimenten aan India overeen. De deal werd ondanks Amerikaanse dreiging met sancties twee jaar later geformaliseerd. Eind 2021 begon de levering van het eerste regiment. Het tweede regiment werd in 2022 geleverd. India stationeerde de systemen in de grensregio's met Pakistan en China. Tijdens de levering van het derde systeem in 2023 werd aangegeven dat voor het eind van 2023 alle vijf systemen geleverd moeten zijn.

### Wit-Rusland
Eind 2022, tijdens de Russische invasie van Oekraïne sinds 2022, stelde de Wit-Russische president Loekasjenko dat het Wit-Russische leger S-400 systemen in stelling had gebracht, die eerder dat jaar door Rusland geleverd waren. In het voorjaar van 2023 ontving het land nog een systeem.